# Opava západ
Opava západ (dříve též německy  Troppau Staatsbahnhof) je železniční stanice v západní části okresního města Opava v Moravskoslezském kraji poblíž řeky Opavy na adrese Husova 204/19. Leží na jednokolejné neelektrizované trati Olomouc–Opava v asi kilometrové vzdálenosti od kapacitně větší a starší městské stanice Opava východ.

## Historie
Stanice byla vybudována společností Moravsko-slezská ústřední dráha (německy k.k. privilegierte Mährisch-Schlesische Centralbahn, MSCB) na tehdejší trati Krnov – Opava východ (tehdy Troppau Nordbahnhof), jako průjezdná stanice, podle typizovaného stavebního vzoru. Dne 1. listopadu 1872 byla trať uvedena do provozu. Stanice Opava východ nemusela být vybudována, protože sloužila již od 17. prosince 1855, kdy byla vybudována jako koncová stanice železniční tratě Svinov – Opava, společnosti Severní dráha císaře Ferdinanda (KFNB).
Nádraží Opava západ (tehdy Troppau Staatsbahnhof) tedy bylo od počátku průjezdnou stanicí (nikoliv jak je v mnoha zdrojích uváděno stanicí koncovou, s tím se pojí mylně uváděný údaj, že k propojení opavských nádraží došlo až v roce 1895 při stavbě trati do pruské Ratiboře).[zdroj?]
Dne 2. srpna 1909 byla společností Pruské státní dráhy (Preußische Staatsbahnen) zprovozněna krátká spojovací trať do Plště v tehdejším Prusku. Původní koncové nádraží v Plšťi bylo napojením dráhy z Opavy přímo průjezdné ve směru na Baborów. Již od roku 1895 na nádraží přijížděly též vlaky z přeshraniční Ratiboře po dokončení tratě přes Kravaře a Chuchelnou. Na nádraží Opava západ tak zajížděly ze dvou stran vlaky vedené Pruskými státními drahami (KPEV). 
Po zestátnění MSCB v roce 1895 pak obsluhovaly stanici Císařsko-královské státní dráhy (německy kaiserlich-königliche Staatsbahnen, kkStB) a po roce 1918 pak správu přebraly Československé státní dráhy. 
V roce 1928 došlo k změně vedení vlaků do Ratiboře, kdy vlaky začaly zajíždět do stanice Opava východ. V roce 1945 došlo válečnými událostmi k přerušení tratě do Baborówa a ukončení provozu. Od roku 1945 tak byla stanice Opava západ opět jen nácestnou stanicí, bez dalších přípojných tratí.

## Popis
Nachází se zde jedno vnitřní jednostranné a jedno vnější jednostranné nástupiště, k příchodu na vnitřní nástupiště slouží přechod přes kolej.
Do stanice je připojeno několik vleček. V roce 2024 šlo o vlečky Navos, Opametal a Cukrovar Opava. Na posledně jmenovanou vlečku pak navazovaly další vlečky.